# Academia de Samba Praiana
La Sociedade Recreativa Beneficente Cultural Academia de Samba Praiana, plutôt connue comme Academia de Samba Praiana, est une école de samba à Porto Alegre.

## Histoire
L' Academia de Samba Praiana est fondée le 10 mars 1960. L'école révolutionne le carnaval de Porto Alegre dans les années 1960, en étant la première à défiler avec des blocs, des costumes, des véhicules allégoriques, dans le style du carnaval de Rio de Janeiro. Son siège est situé dans le quartier de Praia de Belas, à proximité du stade Beira-Rio. L'école est fondée par Altair Fogo. Le nom de l'école est inspiré par un café où se réunissaient les fondateurs, situé sur la Rua da Praia,.
En 2016, l'école est la cible d'une controverse après avoir rendu hommage lors d'un défilé à l'ancien trésorier du PT et ancien député fédéral Paulo Ferreira, arrêté plus tard en juin de la même année lors de l'Opération Custo Brasil, dans le cadre d'un stratagème accusé de fraude d'un service de gestion du crédit pour les fonctionnaires,,.

## Titres
| Titres de l'Académie Praiana Samba | Titres de l'Académie Praiana Samba       | Titres de l'Académie Praiana Samba | Titres de l'Académie Praiana Samba |
| ---------------------------------- | ---------------------------------------- | ---------------------------------- | ---------------------------------- |
| Groupe                             | Groupe                                   | Titres                             | Années                             |
|                                    | Spécial ( Série Or actuelle)             | 5                                  | 1961, 1964, 1965, 1970, 1976       |
|                                    | Intermédiaire A ( Série Argent actuelle) | 3                                  | 1997, 2000, 2012                   |